# Дубов Ігор Леонідович
І́гор Леоні́дович Ду́бов (20 лютого 1973 — 2 серпня 2014) — молодший сержант Збройних сил України, учасник російсько-української війни.

## З життєпису
Народився 1973 року в Дніпропетровській області — село Мар'ївка (або Незабудине). Закінчив школу села Борщагівка Вінницької області. Одружився; з дружиною ростили дітей.
У часі війни — доброволець; стрілець, 25-та окрема повітряно-десантна бригада.
Загинув близько 13:00 2 серпня 2014 року, потрапивши в засідку поблизу с. Орлово-Іванівка, Шахтарський район, Донецька область.
Удома лишилися мама Надія Олійник, дружина, донька (1995 р.н.)та син (1995 р.н.).

## Нагороди та шанування
- 14 листопада 2014 року за особисту мужність і героїзм, виявлені у захисті державного суверенітету та територіальної цілісності України, вірність військовій присязі під час російсько-української війни, відзначений — нагороджений орденом «За мужність» III ступеня (посмертно).
- його портрет розміщено на меморіалі «Стіна пам'яті полеглих за Україну» в Києві: секція 2, ряд 3, місце 23.
- 10 грудня 2021 року в селі Борщагівка Вінницького району урочисто відкрито та освячено меморіальну дошку випускникові місцевої школи Ігорю Дубову.